# Salpichlaena
Salpichlaena, rod paprati iz porodice rebračevki (Blechnaceae) rasprostranjen po tropskoj Americi. Pripada četiri vrste. Opisan je 1842.

## Vrste
1. Salpichlaena hookeriana (Kuntze) Alston
2. Salpichlaena hybrida Lehtonen, G.G.Cárdenas & Tuomisto
3. Salpichlaena papyrus G.G.Cárdenas, Tuomisto & Lehtonen
4. Salpichlaena volubilis (Kaulf.) J.Sm.